# 珍珠星流
珍珠星流（Helmi stream）是銀河系中的一個星流。該星流是來自一個被銀河系併吞的矮星系。珍珠星流發現於1999年，由貧金屬恆星構成，總質量大約是1000萬到1億倍太陽質量。原始的矮星系大約是60到90億年前被銀河系併吞。

## 來自銀河系外的行星
在珍珠星流中發現了首顆形成於銀河系外的行星，環繞恆星HIP 13044的HIP 13044b。但是后续的研究表明之前的观测有误，因此这些行星实际上并不存在。